# Предраг Самарџиски
Предраг Самарџиски (Скопље, 11. април 1986) је бивши македонски кошаркаш. Играо је на позицији центра.

## Биографија
Професионалну каријеру започео је у Партизану 2004. године, а наставио 2005. у екипи ФМП Железника у којој се задржао пет сезона. У сезони 2010/11. играо је за турски клуб Олин Једрене, док се у мају 2011. сели у литвански Лијетувос ритас. У овом клубу остаје до јануара 2013. када се враћа у Београд - овога пута потписујући уговор са Црвеном звездом до краја сезоне. У јулу 2013. враћа се у Турску и потписује за Мерсин, а јула 2014. потписује за екипу ТЕД Анкара Колејлилер. Током децембра 2014. Самарџиски се враћа у Македонију и потписује уговор до краја сезоне за МЗТ Скопље. У септембру 2015. потписао је краткорочни уговор са екипом Мега Лекс. Дана 11. новембра 2015. прешао је у турску екипу Бујукчекмеџе и са њима се задржао до краја те сезоне. У Мега Лекс се вратио 19. јануара 2017. године и ту се задржао до краја сезоне 2017/18. Од јануара 2019. па до краја те сезоне је поново наступао за МЗТ Скопље.
Играо је за национални тим Македоније чији је био и капитен и са којим бележи наступе на ЕП 2009. (9. место), ЕП 2011. (4. место) и ЕП 2015. (19. место).

## Успеси

### Клупски
- Партизан:
  - Првенство Србије и Црне Горе (1): 2004/05.

- ФМП Железник:
  - Јадранска лига (1): 2005/06.
  - Куп Радивоја Кораћа (1): 2007.

- Црвена звезда:
  - Куп Радивоја Кораћа (1): 2013.

- МЗТ Скопље:
  - Првенство Македоније (2): 2014/15, 2018/19.